# Pieve di San Genesio
La pieve di San Genesio è un luogo di culto cattolico dalle forme romaniche situato nei pressi di San Secondo Parmense, in provincia e diocesi di Parma; appartiene al gruppo delle pievi parmensi ed è sussidiaria della parrocchiale dell'Annunciazione di Maria Vergine di San Secondo Parmense e fa parte della zona pastorale della Bassa.

## Storia

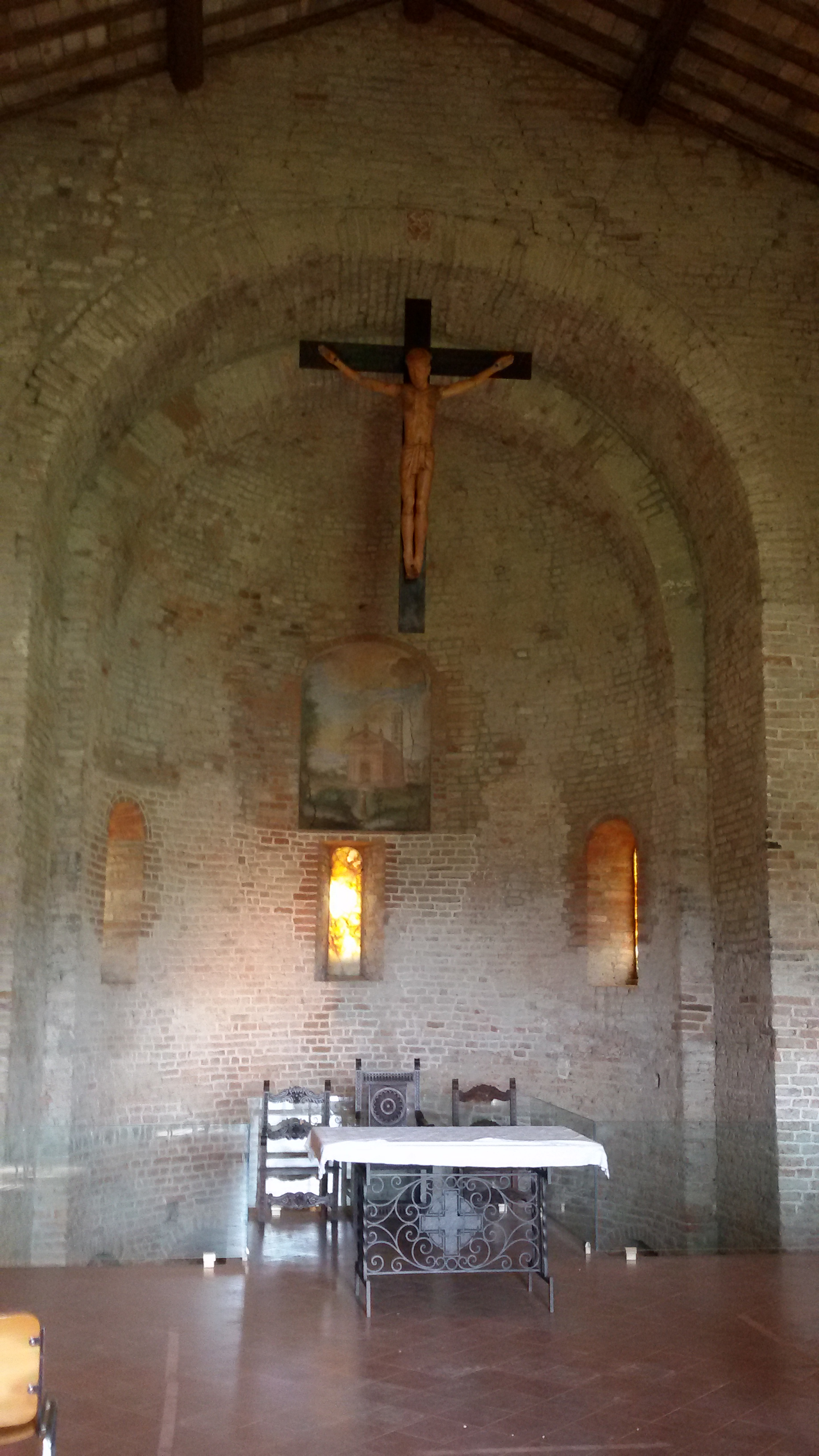
Veduta dell'altare e dell'abside

Le prime notizie dell'esistenza della chiesa sono datate 1016 anno in cui la chiesa subì grandi riparazioni. Il fatto che subisse importanti restauri lascia quindi presagire che la chiesa esistesse già dal molto tempo infatti, sebbene non esistano documenti ufficiale che lo comprovino, pare che la pieve fosse già esistente nel IX secolo, probabilmente fondata dai canonici del Capitolo della Cattedrale di Parma all'interno della corte di Pariola.
La chiesa, dedicata a san Genesio viene poi menzionata in modo esplicito in un documento dell'11 febbraio 1084 e successivamente in documenti del 1179 e 1188. Tuttavia per trovare la qualifica di pieve occorre aspettare sino al 1195 quando in un documento datato 31 ottobre un certo Giovanni di San Secondo viene investito di terre di proprietà del capitolo della cattedrale "cui sunt fines a mane plebis S. Genesii"

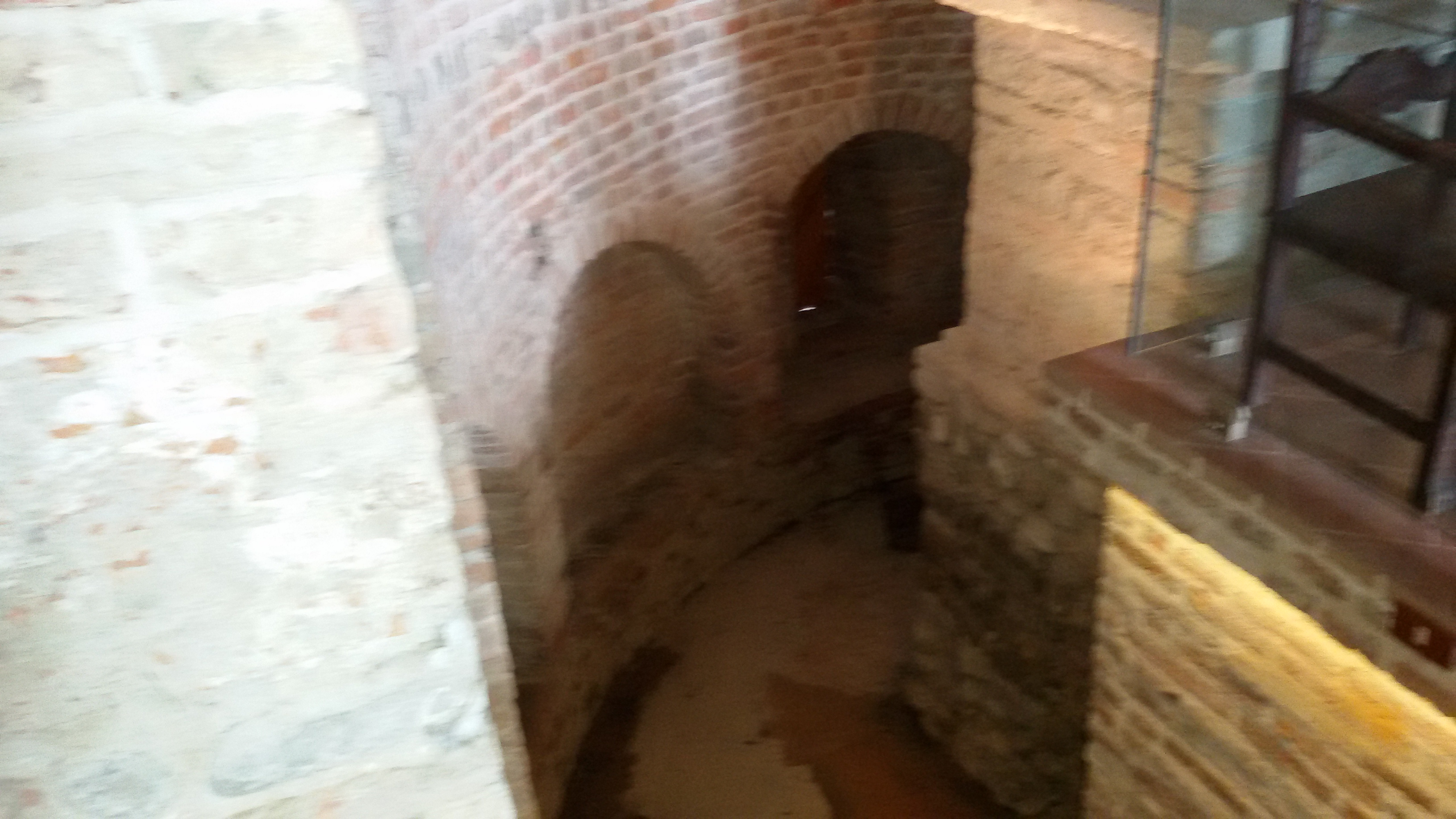
Zona degli scavi sotto l'abside

Dotata anche di alcune funzioni civili, alla pieve facevano capo undici cappelle indicate nel Capitulum Decimarum del 1230: le chiese di Castell'Aicardi, Corticelli, Carzeto, Santa Maria e San Bartolomeo a Casabarbato, Pariola (località che sorgeva nel sito della terramara del Castellazzo di Fontanellato), due chiese a Tolarolo (località che sorgeva fra Roccabianca e Stagno), quella di Fossa, di Polesine e di Corticella de ultra Pado, che si trovava nel territorio dell'attuale Torricella del Pizzo. Nel territorio erano comprese anche le cappelle del Pizzo, Quarta e San Secondo che tuttavia erano alle dirette dipendenze dei canonici della cattedrale e altre quattro che facevano capo a istituzioni monastiche come quelle di Arzenoldo e Fontanellato
Nel XIII secolo la Pieve venne ricostruita sull'edificio precedente in seguito ad un'alluvione del Taro che innalzò probabilmente il piano della campagna e in un documento del 1299 si evince che i confini del pievato erano rimasti immutati. Tuttavia, dopo essere stata una delle pievi più importanti del XIII secolo, la sua influenza andò via via scemando con lo sviluppo urbano del paese di San Secondo che la allontanava dal centro politico e religioso. Nel 1450 con la costruzione per volere di Pier Maria II de' Rossi della Collegiata della Beata Vergine Annunciata, l'importanza della pieve decadde perdendo infine la sede di parrocchia nell'agosto 1470.

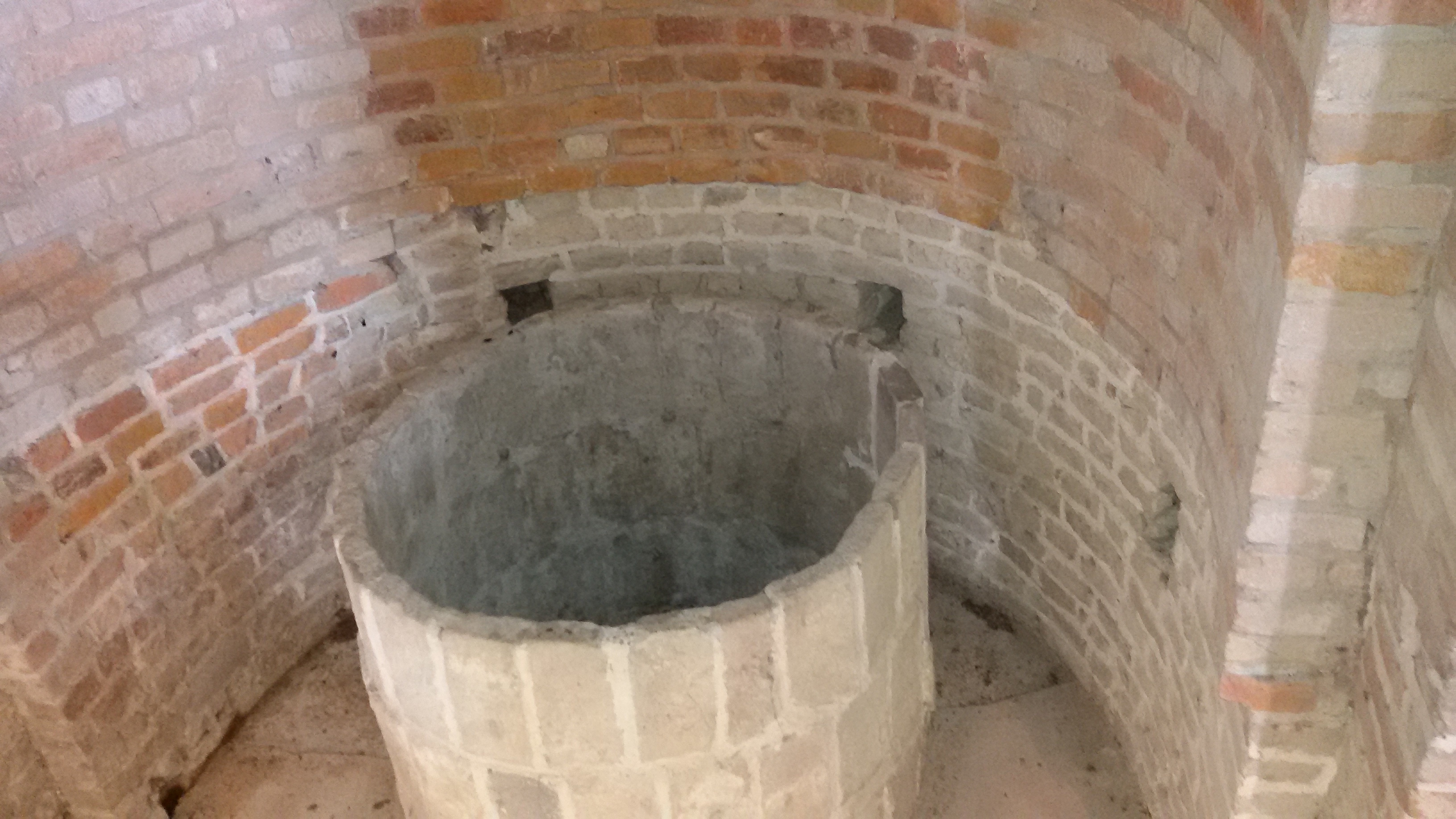
Antico pozzo nella zona dell'abside sinistra, utilizzato come fonte battesimale

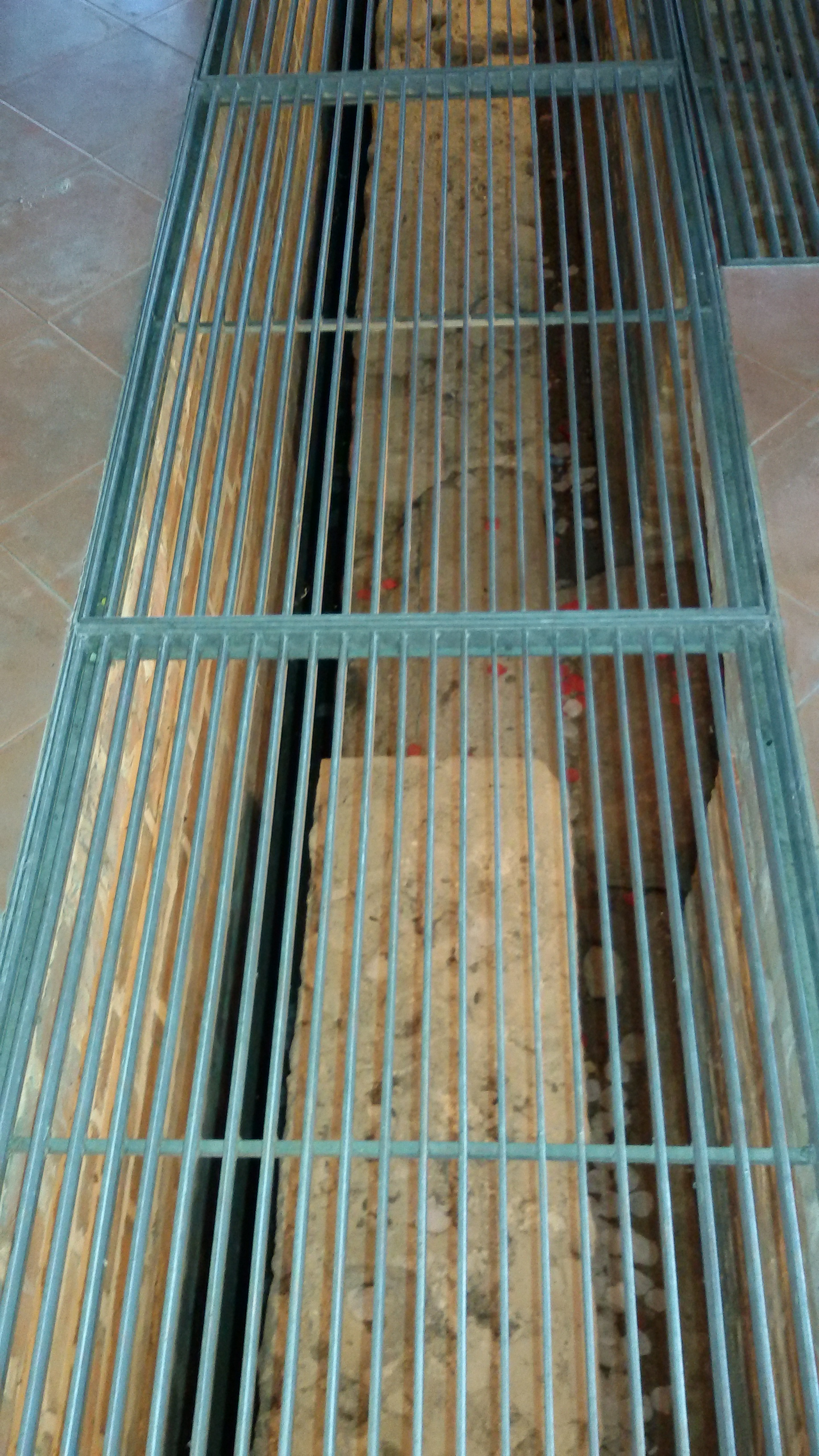
Muro trasversale rinvenuto durante gli scavi attribuibile ad un edificio precedente.

Posta in aperta campagna a 2 km dal centro abitato la pieve iniziò una lenta agonia, nel 1670 la chiesa fu riparata, nel 1787 l'edificio subì un'amputazione di tre campate, furono erette delle pareti tra gli intercolumni rimasti, si abbassò la falda del tetto e si costruì una nuova facciata, la navata centrale fu ridotta a semplice oratorio dedicato alla Madonna di Caravaggio e dove vi erano le navate laterali furono ricavate un'abitazione colonica e un magazzino.

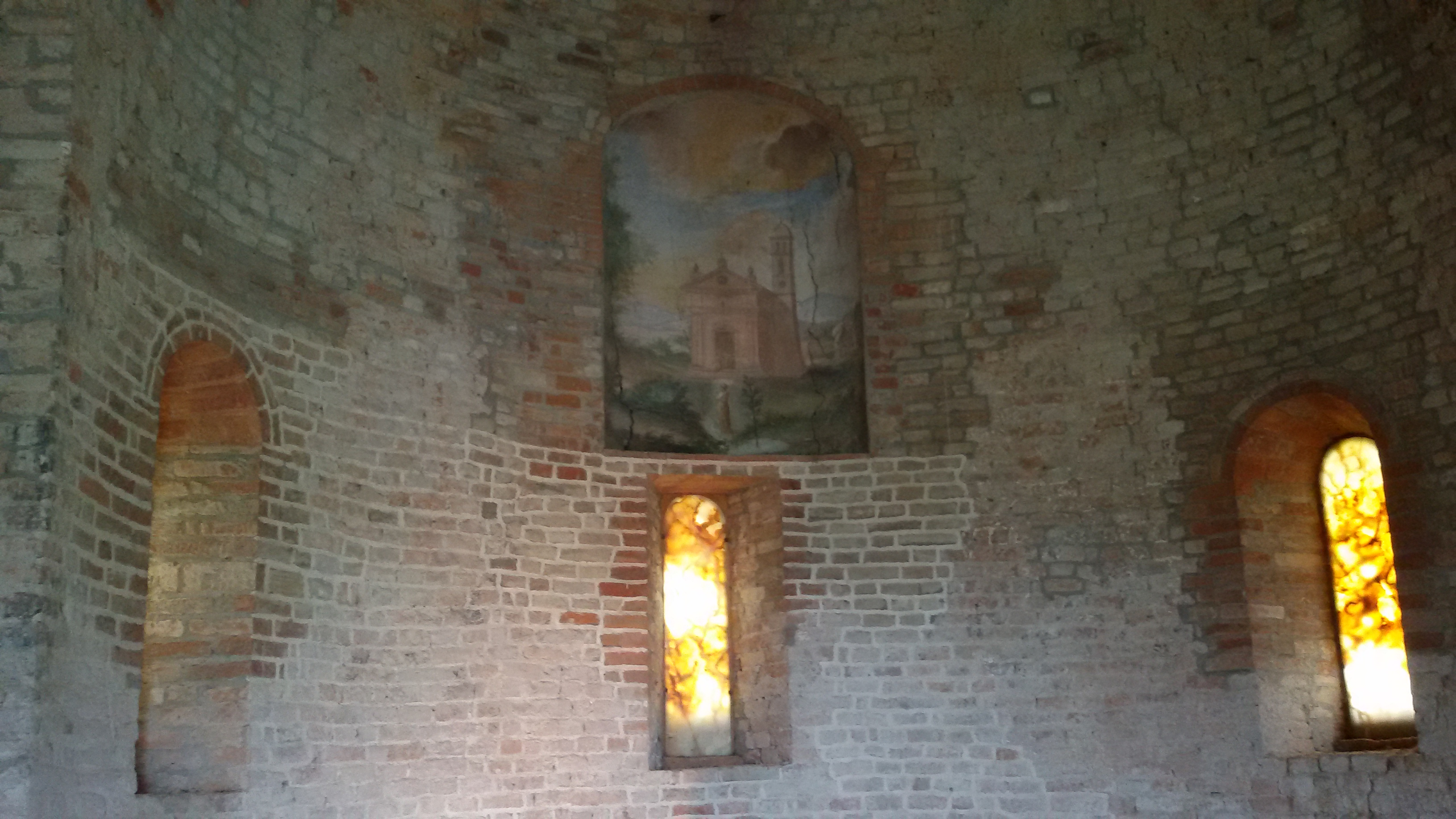
Particolare dell'affresco nella zona dell'abside

Nel 1844 il Vescovo di Parma, monsignor Giovanni Tommaso Neuschel, prendendo atto dello stato indecoroso in cui versava la chiesa proibì le celebrazioni sull'altare sino a che non fosse stata rinnovata la pietra sacra. L'oratorio rimase sconsacrato per un decennio sino a che il prevosto Mons. Giuseppe Cavalli non promosse grandi lavori di restauro.
Tuttavia la Pieve rimase nelle condizioni di più totale abbandono sino a che nel settembre 1962 non crollò una parte del tetto lasciando presagire l'imminente crollo dell'intera struttura lesionata in più parti.
Si decise quindi di intervenire in modo radicale: fra il 1967 e il 1972, sotto la direzione della Sovraintendenza dell'Emilia furono prima eseguiti lavori di consolidamento della struttura per scongiurare il crollo decidendo nel contempo di intervenire per riportare la Pieve all'aspetto originario: furono chiuse tutte le aperture create nelle pareti esterne, si eliminarono i muri di tamponamento lungo le colonne riportando l'edificio, seppur accorciato, alla configurazione originaria a tre navate, infine venne riportato il tetto all'altezza originaria.
Durante i lavori di restauro della chiesa fu condotta una campagna di scavi nella zona absidale che portò alla luce la cripta e altre strutture della chiesa sommerse dal fango durante l'alluvione del XIII secolo, tali strutture sono rimaste visibili protette da grate e balaustre. Furono anche condotti scavi all'esterno dietro all'abside centrale portando alla luce alcune tombe di epoca medioevale.
Terminati i lavori la pieve poté tornare alla sua originaria funzione e venire finalmente riconsacrata.

## Descrizione

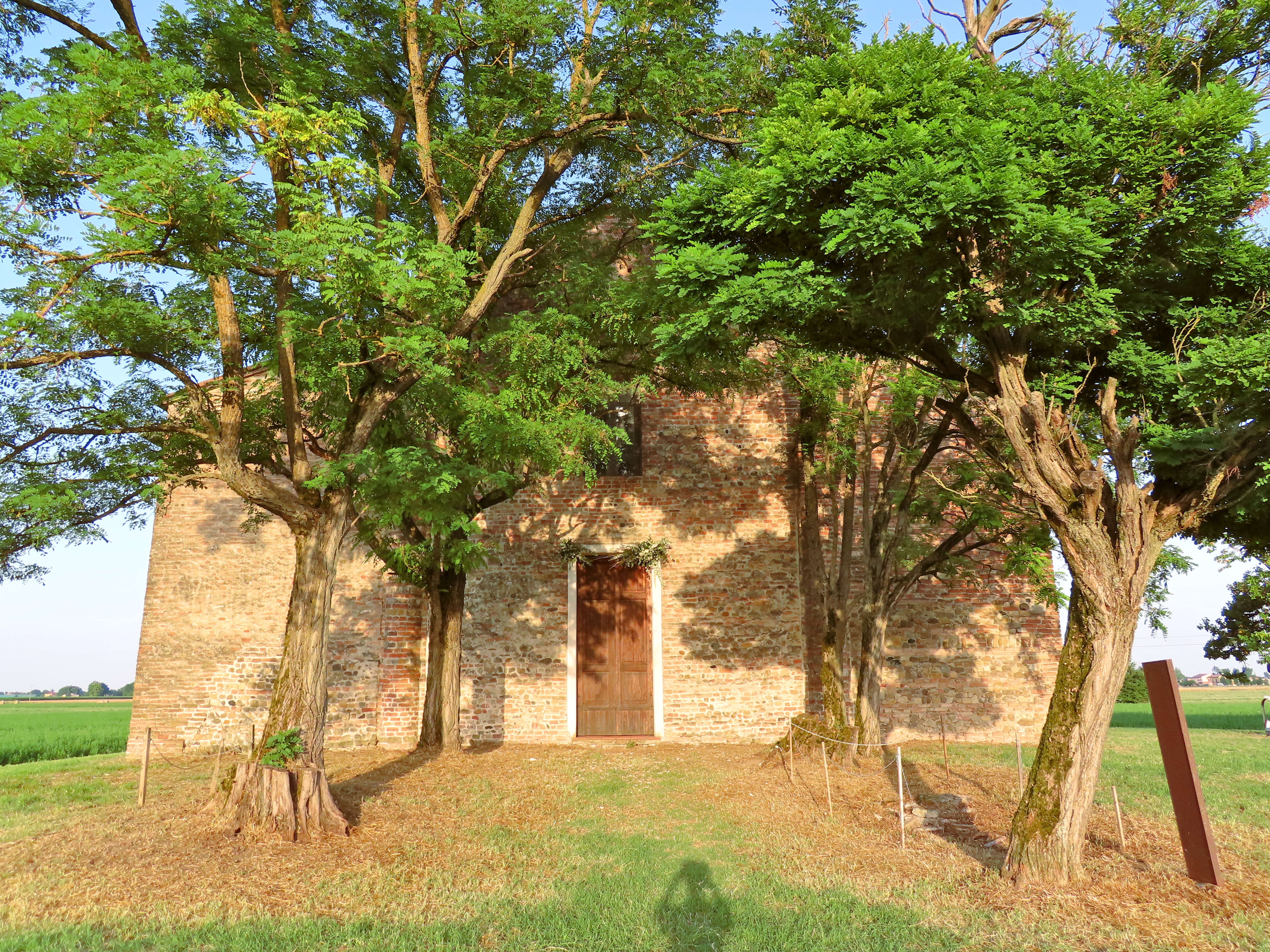
Facciata

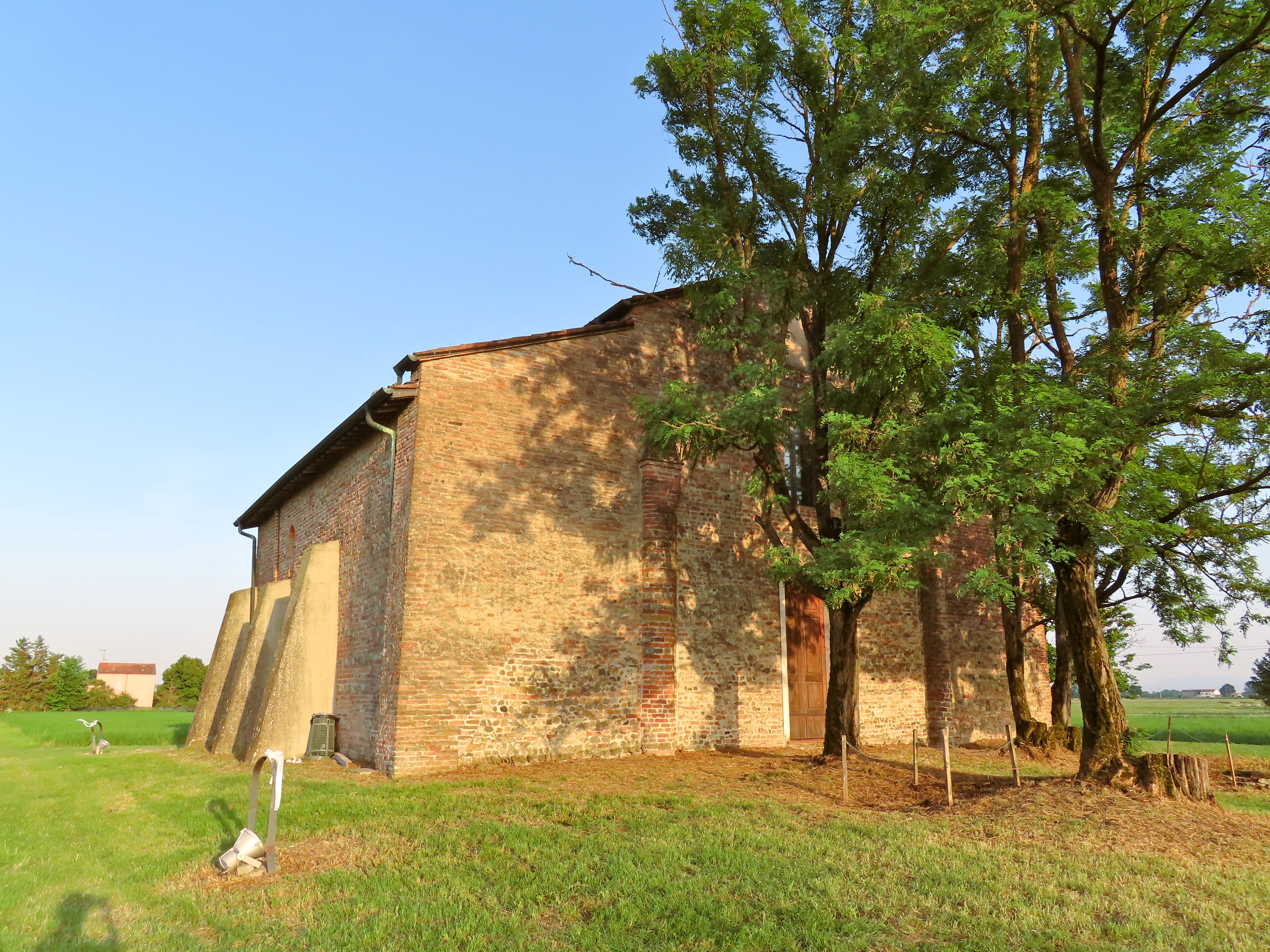
Facciata e lato nord

Posta in aperta campagna e immersa nel verde dei campi e circondata dai canali che le scorrono nelle vicinanze, la chiesa di San Genesio rispecchia i canoni dello stile romanico: realizzata a tre navate con materiale recuperato da antiche costruzioni romane e parzialmente ricostruita nel XIII secolo mantenendo l'impianto originario con le tre navate, sette campate e tre absidi.
La chiesa attuale si presenta con una pianta a tre navate, quattro campate e tre absidi dei quali il maggiore di diametro 5,5 m risulta essere sporgente rispetto ai laterali più piccoli (2.5m). La navata centrale si presenta con una larghezza di 6,6 m, doppia rispetto alle navate laterali, in totale la pieve misura 18 metri in lunghezza e 16 in larghezza (originariamente era lunga 28 metri).
L'abside centrale, a pianta semicircolare, termina con una cornice di mattoni e presenta piccole monofore a tutto sesto, le absidi minori presentano decorazioni più semplici. Le absidi primitive, portate alla luce grazie alla campagna di scavi, presentavano delle monofore in corrispondenza di quelle superiori di dimensioni un po' più piccole.
La zona inferiore, che si trova sotto il piano attuale di campagna, è senza dubbio la più antica ed evidenzia il quasi esclusivo reimpiego di laterizi interi o frammentati di epoca romana.

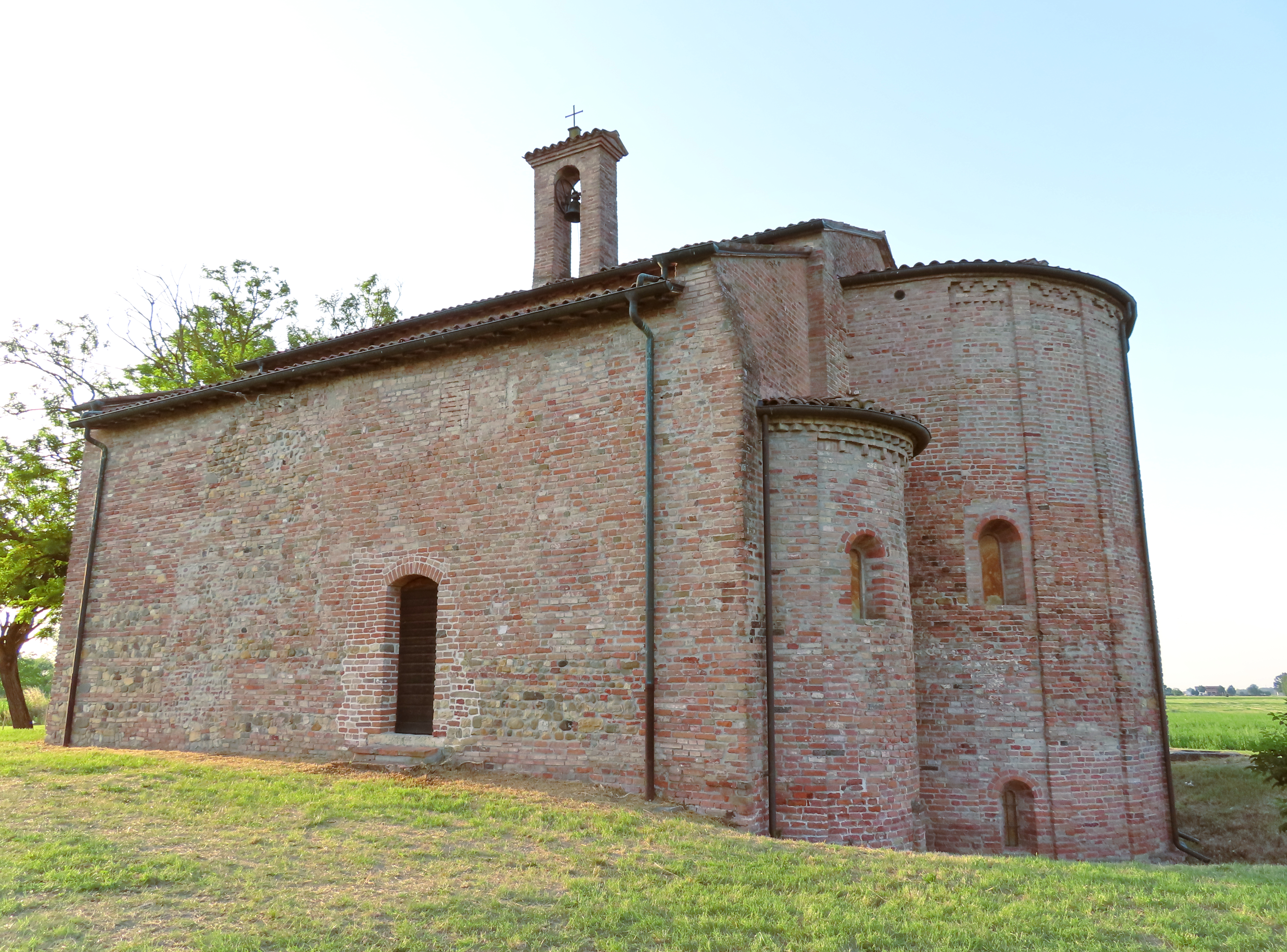
Absidi e lato sud

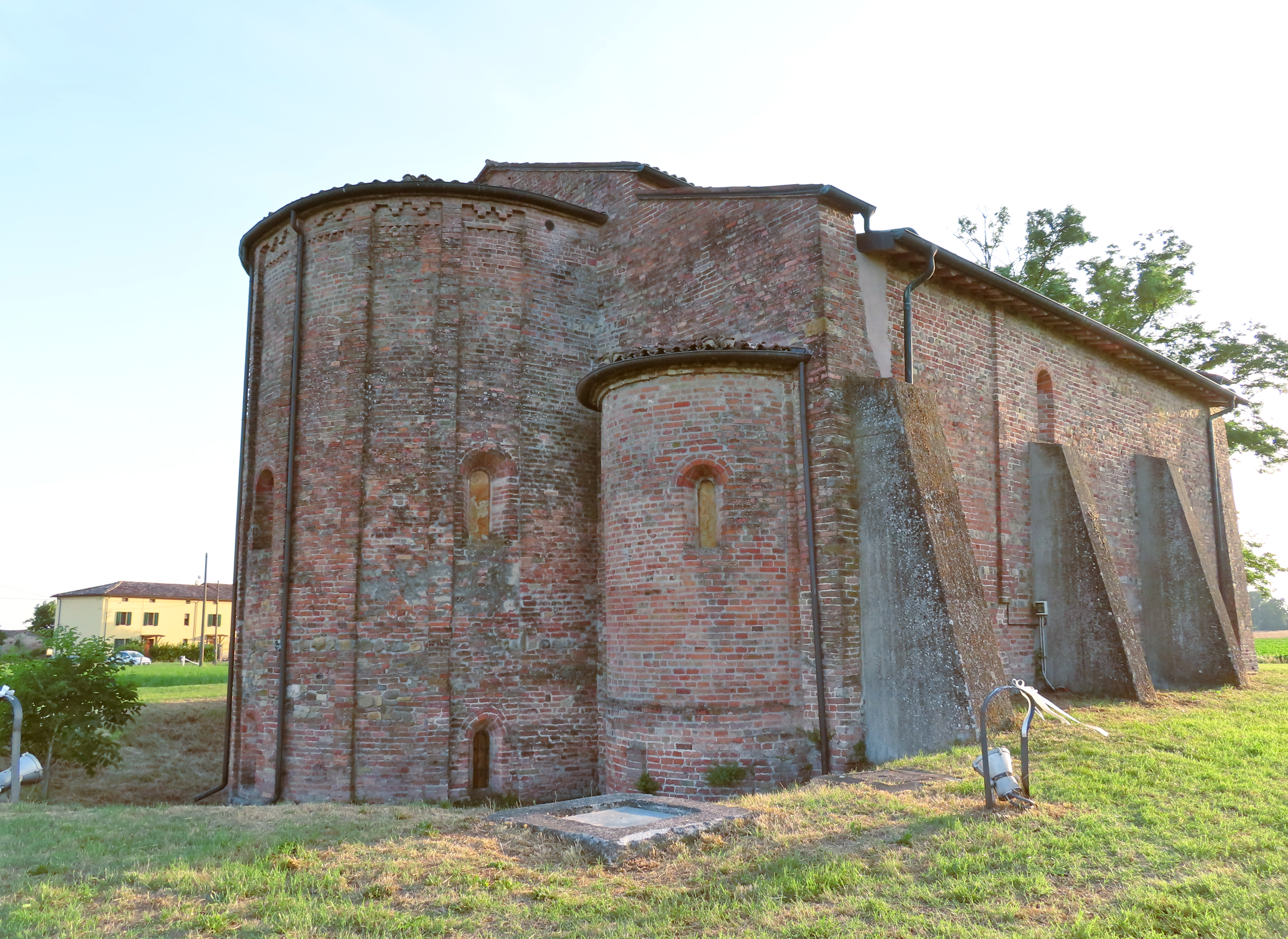
Absidi e lato nord

La chiesa presenta un accesso secondario in direzione sud attraverso una porta riportata alle dimensioni primitive in base alle tracce rilevate nel 1972.
Originariamente vi erano tre altari nella chiesa, il centrale dedicato alla Beata Vergine di Caravaggio e due laterali uno dedicato a San Genesio Martire e il secondo a San Bartolomeo Apostolo. Nella zona di scavo dell'abside di destra è stato ritrovato un blocco quadrato senza la pietra che fungeva da mensa (molto probabilmente è quello dedicato a San Bartolomeo).